# James Robert McGowan
James Robert McGowan (Montréal, 30 maggio 1960) è un attore canadese.

## Carriera
È noto per aver interpretato Mike Kessler, protagonista della serie televisiva canadese The Border.

## Filmografia

### Cinema
- Compulsion, regia di Egidio Coccimiglio (2013)
- Stage Fright, regia di Jerome Sable (2014)
- Suicide Squad, regia di David Ayer (2016)

### Televisione
- The Border - serie TV, 38 episodi (2008-2010)
- Against The Wall - serie TV, 2 episodi (2011)
- Covert Affairs - serie TV, episodio 2x01 (2011)
- Claddagh - serie TV, 11 episodi (2012-2013)
- Bomb Girls - serie TV, 11 episodi (2012-2013)
- Bitten - serie TV, 10 episodi (2014-2015)
- Degrassi: The Next Generation - serie TV, 2 episodi (2014)
- Good Witch - serie TV, 3 episodi (2015)
- Rogue - serie TV, 2 episodi (2016)
- I misteri di Murdoch (Murdoch Mysteries) - serie TV, 8 episodi (2018-2024)
- Shadowhunters: The Mortal Instruments - serie TV, 3 episodi (2019)

## Doppiatori italiani
Nelle versioni in italiano delle opere in cui ha recitato, James McGowan è stato doppiato da:
- Angelo Maggi in The Border, Good Witch
- Gianni Gaude in Bitten
- Toni Garrani in Shadowhunters (ep. 3x16, 3x20)
- Roberto Draghetti in Shadowhunters (ep. 3x21)